# Térence Atmane
Térence Atmane (* 9. ledna 2002 Boulogne-sur-Mer) je francouzský profesionální tenista hrající levou rukou. Na challengerech ATP a okruhu ITF získal devět titulů ve dvouhře.
Na žebříčku ATP byl ve dvouhře nejvýše klasifikován v červenci 2024 na 118. místě a ve čtyřhře v září 2021 na 1 946. místě. Trénuje ho Peyre Guillaume.

## Tenisová kariéra
Na juniorském grandslamu se nejdále probojoval do čtvrtfinále čtyřhry French Open 2020 po boku Itala Malgaroliho. Na juniorském kombinovaném žebříčku ITF nejvýše figuroval během ledna 2020 na 20. místě.
V grandslamové kvalifikaci dospělých se poprvé představil na French Open 2023. Pouze tři gamy však uhrál na Zdeňka Koláře. První dvě challengerové trofeje vybojoval v září 2023 na čínských turnajích v Čang-ťia-kangu a Kantonu. V úvodním kole prvního z nich odvrátil šest mečbolů Číňanu Fa-ťingu Sunovi a ve finále druhého z nich tři mečboly Marcu Polmansovi. Po skončení se na žebříčku premiérově posunul do Top 150.
Na okruhu ATP Tour debutoval zářijovým Zhuhai Championships 2023 v Ču-chaji. Časnou porážku mu přivodil čtyřicátý šestý muž klasifikace Jošihito Nišioka, přestože v úvodním setu uštědřil Japonci „kanára“. Do série Masters premiérově zasáhl na říjnovém Rolex Shanghai Masters 2023 po průchodu kvalifikací. Do šanghajské dvouhry vstoupil výhrou nad Australanem Jordanem Thompsonem ze sedmé desítky klasifikace, než jej zastavila světová dvaadvacítka Nicolás Jarry z Chile.

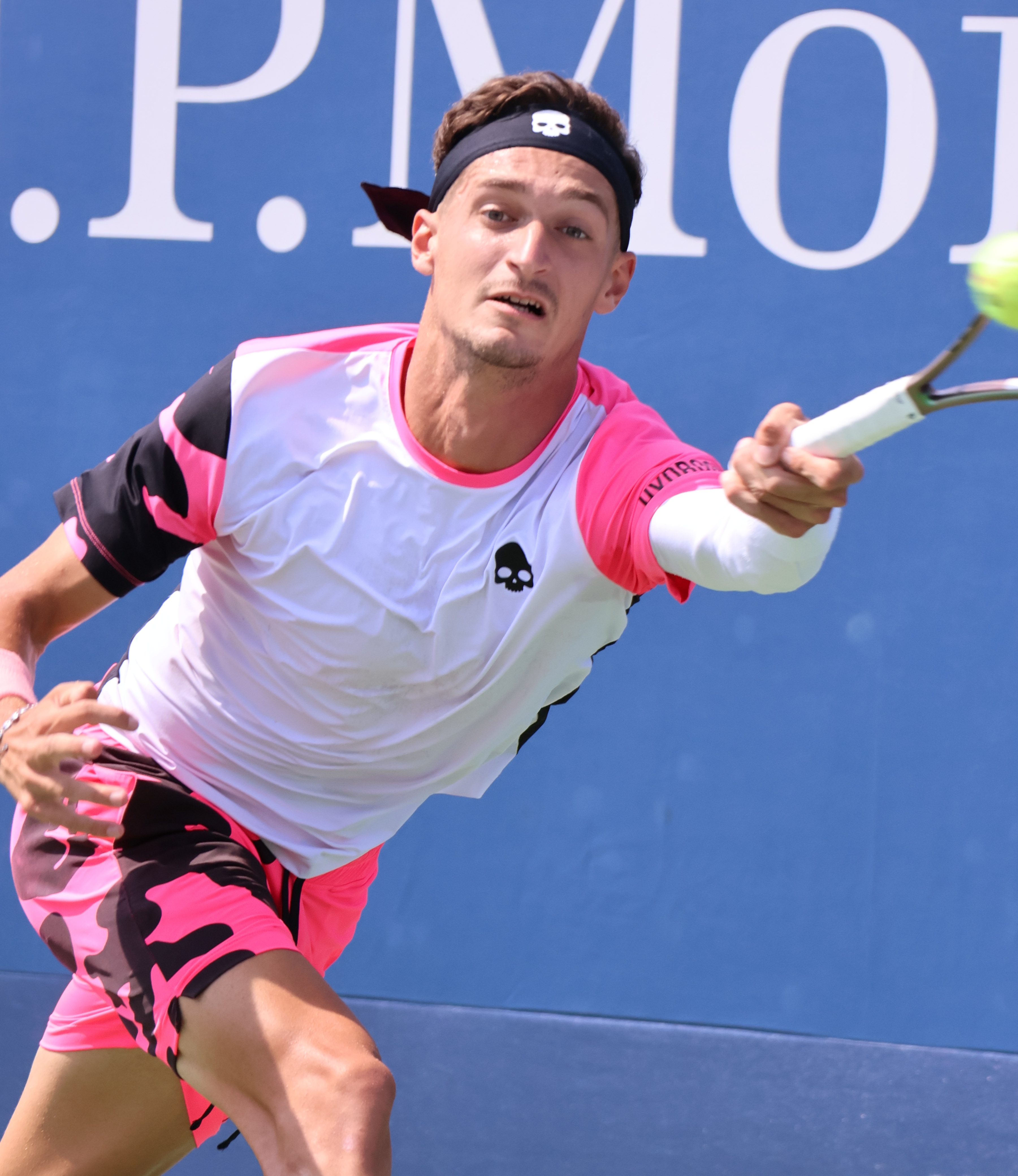
V kvalifikaci US Open 2023

V hlavní grandslamové soutěži se poprvé objevil v singlu Australian Open 2024 po zvládnuté tříkolové kvalifikační soutěži. V jejím úvodu vyřadil patnáctého nasazeného Juana Manuela Cerúndola. V melbournské dvouhře pak, za stavu 1–2 na sety, skrečoval pro křeče světové trojce a pozdějšímu finalistovi Daniilu Medveděvovi. Na květnovém Internazionali BNL d'Italia 2024 vyhrál včetně kvalifikace čtyři zápasy. V římské dvouhře zdolal Christophera Eubankse a po skreči protihráče i dvacátého devátého v pořadí Lorenza Musettiho. Dosáhl tak prvního vítězství nad členem z Top 30. Do osmifinále jej však nepustil desátý tenista žebříčku Grigor Dimitrov.
V hlavní soutěži pařížského grandslamu se poprvé objevil na French Open 2024 díky divoké kartě. V úvodní fázi však ztratil vedení 2–0 na sety proti Rakušanu Sebastianu Ofnerovi. V zápase obdržel varování a následně pokutu 25 tisíc dolarů za zasažení diváka míčkem. Do prvního čtvrtfinále na okruhu ATP se probojoval na srpnovém Cincinnati Open 2025 poté, co na ohijském Mastersu zvládl nástrahy kvalifikačního síta. V hlavní soutěži jej nezastavili Jošihito Nišioka, světová dvaadvacítka Flavio Cobolli, brazilský teenager João Fonseca a v osmifinále ani čtvrtý tenista žebříčku Taylor Fritz, jemuž oplatil porážku ze Shanghai Masters 2024. Poprvé v kariéře tak porazil příslušníka elitní světové desítky a po skončení si zajistil debut v Top 100. Ve čtvrtfinále přehrál devátého muže pořadí Holgera Runeho. Stal se tak prvním francouzským semifinalistou turnaje od Gasqueta v roce 2019, a jako 136. tenista žebříčku osmým nejníže postaveným semifinalistou série Masters datované od roku 1990.

## Tituly na challengerech ATP a okruhu ITF

### Dvouhra (9 titulů)
| Legenda         |
| --------------- |
| Challengery (4) |
| ITF (5)         |

| Č. | datum       | turnaj               | okruh             | povrch | poražený finalista  | výsledek           |
| -- | ----------- | -------------------- | ----------------- | ------ | ------------------- | ------------------ |
| 1. | červen 2022 | Monastir, Tunisko    | World Tennis Tour | tvrdý  | Cyril Vandermeersch | 6–3, 7–6(7–4)      |
| 2. | červen 2022 | Monastir, Tunisko    | World Tennis Tour | tvrdý  | Cyril Vandermeersch | 6–2, 6–2           |
| 3. | říjen 2022  | Šarm aš-Šajch, Egypt | World Tennis Tour | tvrdý  | Kris Van Wyk        | 6–3, 6–4           |
| 4. | Nov 2022    | Heráklion, Řecko     | World Tennis Tour | tvrdý  | Daniel Cukierman    | 6–3, 2–6, 6–4      |
| 5. | březen 2023 | Anapoima, Kolumbie   | World Tennis Tour | antuka | Emilien Voisin      | 6–3, 6–2           |
| 6. | září 2023   | Čang-ťia-kang, Čína  | Challenger        | tvrdý  | Mikalaj Haljak      | 6–1, 6–2           |
| 7. | září 2023   | Kanton, Čína         | Challenger        | tvrdý  | Marc Polmans        | 4–6, 7–6(9–7), 6–4 |
| 8. | duben 2025  | Pusan, Jižní Korea   | Challenger        | tvrdý  | Adam Walton         | 6–3, 6–4           |
| 9. | duben 2025  | Kanton, Čína         | Challenger        | tvrdý  | Tristan Schoolkate  | 6–3, 7–6(7–4)      |